# 武士が、マックで店員になった件。
『武士が、マックで店員になった件。』（ぶしがマックでてんいんになったけん）は、関西テレビで2022年5月18日（17日深夜）から6月1日（5月31日深夜）まで関西ローカルで放送されたテレビドラマ。主演は濱田龍臣。
就職浪人の男性が戦国時代からタイムスリップしてきた、正体不明の武士との出会いをきっかけに、 様々な出来事に巻き込まれながらも友情を育み、ともに働くことを通じて「仲間」になってゆくハートフルコメディ。
日本マクドナルドが特別協力し、ユニフォームはすべて本物を着用、主要キャスト陣は実技指導を受けて撮影している。

## キャスト

### 主要人物
太田信中（おおた のぶなか）
演 - 濱田龍臣
就職浪人。マクドナルド仙谷店でアルバイトをしながら公務員を目指す。厨房担当。
ラノベ作家デビューも目指している。
武士
演 - 伊藤淳史
戦国時代からタイムスリップしてきた記憶喪失の武士。信中と出会う。
一口食べたハンバーガーに魅せられ、信中と一緒にハンバーガー店で働くことになる。
仮の名は佐村井太郎（さむら いたろう、サムライ太郎）。正体は織田信長。

### マクドナルド仙谷店
信中たちがバイトしている店。
羽嶋英世（はしば ひでよ）
演 - 綱啓永
バイト仲間。明るくてお調子者の大学生。レジ・フロア・厨房担当。
徳川いえる（とくがわ いえる）
演 - なえなの
女子高生。天真らんまんで少し天然。受験勉強と夢の実現の間で葛藤する。レジ・フロア担当。
エドゥアルド八助（エドゥアルド やすけ）
演 - アイクぬわら
工業系の大学生。モザンビーク人の父と日本人の母を持つ。厨房・デリバリー担当。
前田寿恵（まえだ としえ）
演 - 佐藤真弓
SNSに詳しく、アプリを使いこなす主婦。レジ・フロア・厨房担当。新人バイトのトレーナー。
店長（猿渡）
演 - ダンディ坂野
真面目で店員思いの店長。時代劇が好き。正体は信長より先にタイプスリップして来た羽柴秀吉。

### ゲスト

#### 第1話
いえるの母親
演 - 小野真弓
いえるに医学部目指して受験に身を入れるように諭す。
誉田統（ほまれだ おさむ）
演 - リクロジー
信中が敬愛するカリスマサッカー選手。
女子高生
演 - 中村柚花、夏梅るな
マクドナルド仙谷店の客。いえるにダンス動画のファンだと話しかける。
医師
演 - 竹井亮介
正体不明の武士を診察するが、タイプスリップしてきたと聞き、困惑する。

#### 第2話
謎の男
演 - 東啓介
寿恵とデートする謎のイケメン。実は寿恵の息子・豪太（ごうた）。
インドで「睡眠管理アプリ」で起業して成功した。元インターハイ出場の卓球選手。

#### 第3話
ナポレオン・ボナパルト
演 - 伊藤淳史
タイムスリップして信中の部屋に現れる。

## スタッフ
- 脚本・監督 - 筧昌也
- プロデューサー - 豊福陽子（カンテレ）、上野境介（キャンター）
- 特別協力 - 日本マクドナルド
- 制作協力 - キャンター
- 制作著作 - カンテレ

## 放送日程
| 各話  | 放送日  | サブタイトル                             |
| ----- | ------- | ---------------------------------------- |
| 第1話 | 5月18日 | 武士、ハンバーガーに惚れて店員になる!?   |
| 第2話 | 5月25日 | 謎のイケメン襲来!詐欺から仲間を救え      |
| 第3話 | 6月01日 | 武士の正体判明!近づく別れと大ゲンカ勃発? |

## 放送期間
| 放送期間               | 放送時間                                                                                              | 放送局       | 対象地域   | 備考          |
| ---------------------- | --- | ------------ | ---------- | ------------- |
| 2022年5月18日 - 6月1日 | 水曜 0:25 - 0:55（火曜深夜）                                                                          | 関西テレビ   | 近畿広域圏 | 制作局        |
| 2022年7月17日          | 日曜 1:50 - 3:20（土曜深夜）                                                                          | テレビ静岡   | 静岡県     | 全3話一挙放送 |
| 2022年7月18日          | 月曜 1:25 - 1:55（1話のみ1:40 - 2:10、日曜深夜）                                                      | テレビ新広島 | 広島県     |               |
| 2022年10月4日 - 6日    | 火曜 1:25 - 1:55（1話、月曜深夜） 水曜 1:05 - 1:35（2話、火曜深夜） 木曜 0:50 - 1:20（3話、水曜深夜） | フジテレビ   | 関東広域圏 |               |

全話が初回放送から2022年6月8日23時59分までの期間限定でTVerとGYAO!、制作局の無料配信チャンネル「カンテレドーガ」で見逃し配信され、近畿広域圏以外でも視聴可能な状態とされていた。その後TVerで再び7月1日10:00 - 7月31日まで再配信されている。関西テレビ系（フジテレビ系）でも7月17日（16日深夜）にテレビ静岡で7月18日（17日深夜）から3週連続で、テレビ新広島で放送。

## その他
地上波での放送時、第2話の最後に店長役で出演するダンディ坂野が自身のマクドナルドでのアルバイト経験を語り、第3話の最後に武士役で出演する伊藤淳史がマクドナルドに対する感想を語るドラマ独自のスポンサーCM（インフォマーシャル）が放送された。